# Édouard Brunner
Pour les articles homonymes, voir Brunner.
Édouard Brunner (né le 24 février 1932 à İstanbul et mort le 25 juin 2007 à Eysins) est un diplomate, ambassadeur et haut fonctionnaire suisse d’origine bernoise.

## Biographie
Issu d’une famille de diplomates (son père Alfred était ministre) Édouard Brunner suit des études de droit à Genève avant d´entrer au Département politique fédéral (aujourd’hui appelé Département fédéral des Affaires étrangères) en 1956. 
Il commence sa carrière diplomatique comme stagiaire à Genève et à Lisbonne puis occupe différents postes, successivement à Bogota et Washington (district de Columbia) en 1959, à Berne en 1963, à Varsovie en 1966, à La Haye en 1969, à nouveau à Berne en 1971, avant d’être nommé suppléant du chef de la délégation suisse auprès de la CSCE de 1972 à 1975 puis en 1977 - 1978. 
En 1975, il est ministre auprès de la mission suisse à l'ONU à New York. En 1980, il est rappelé à Berne comme chef suppléant de la division politique II avec rang d'ambassadeur (États d'Amérique du Sud, d'Afrique et d'Asie), puis comme chef de la division politique I (Europe et Amérique du Nord). 
En 1982, il est chef de la Direction des organisations internationales. Il est nommé en 1984, secrétaire d’État aux Affaires étrangères sur proposition du conseiller fédéral Pierre Aubert. Lorsque René Felber devient chef du département des Affaires étrangères, il est nommé ambassadeur à Washington (1989) puis à Paris (1993). Avec les neutres et non-alignés d'Europe, il favorise le rapprochement Est-Ouest avant la chute du mur de Berlin. 
Après sa retraite en 1997, il est appelé par le conseiller fédéral Adolf Ogi à présider notamment une commission d´études de 40 membres sur la sécurité de la Suisse après la fin de la guerre froide. Le rapport final de cette commission préconise déjà une réduction des effectifs de l’armée suisse et un engagement international plus important de celle-ci.
Il remplit également plusieurs missions diplomatiques pour le compte de l'ONU, organisant par exemple plusieurs rencontres secrètes entre les Britanniques et les Argentins pendant la guerre des Malouines.
Il fut membre sans-parti du Conseil général d'Eysins (district de Nyon). 

## Publications
- Lambris dorés et coulisses : souvenirs d'un diplomate, Genève, Georg, 2001, 180 p. (ISBN 2-8257-0756-2)